# Luci Valeri Potit (cònsol 393 i 392 aC)
Luci Valeri Potit (llatí: Lucius Valerius L. F. P. N. Potitus) va ser un magistrat romà. Formava part de la gens Valèria i era membre de la família dels Valeri Potit.
Va ser tribú amb potestat consolar cinc vegades: el 414 aC, 406 aC, 403 aC, 401 aC i 398 aC. I també va ser elegit dues vegades cònsol el 393 aC (amb Publi Corneli Maluginense Cos) quan van haver de renunciar per certs problemes amb els auspicis i van ser substituïts per Luci Lucreci Flau Triciptí i Servi Sulpici Camerí. I el 392 aC, amb Marc Manli Capitolí.
En aquest segon consolat va celebrar uns grans jocs que havien estat promesos pel dictador Marc Furi Camil, i va continuar la guerra contra els eques. Per les seves victòries en aquesta guerra, va obtenir els honors del triomf (i el seu col·lega una ovació). El mateix any 392 aC va ser breument interrex per fer els comicis i el 390 aC, quan Roma va ser conquerida pels gals, va ser magister equitum del dictador Marc Furi Camil.